# Votkinsk
Votkinsk [vótkinsk] (rusko Во́ткинск, udmurtsko Вотка, Votka) je industrijsko mesto v ruski avtonomni republiki Udmurtiji. Leži 1000 km severovzhodno od Moskve. Leta 2010 je imelo 96.861 prebivalcev. Tu se je leta 1840 rodil in preživel svojo mladost Peter Iljič Čajkovski.

## Pobrateno mesto
Votkinsk je pobraten z :
- West Jordan, Utah, ZDA